# Gran sello del estado de Utah
El gran sello del estado de Utah fue adoptado el 3 de abril de 1896 en la primera sesión regular de la Legislatura (enero, febrero, marzo, abril 1896). El sello original fue diseñado por Harry Edwards y costó $65.00 dólares. El gran sello es descrito en el Código de Anotaciones de Utah (en inglés: Utah Code Annotated) , 1953, Volumen 7.ª, 
secciones 67-2-9, el siguiente:

El Gran Sello del Estado de Utah será de dos pulgadas y media de diámetro, y con los siguientes elementos, el centro de un escudo y al respecto encaramado un águila americana con las alas desplegadas, la parte superior del escudo atravesado por seis flechas en cruz, bajo las flechas el lema “INDUSTRY” (Industria) , bajo el lema una colmena, a ambos lados de crecimiento lirios de segos, por debajo de las cifras "1847"; a cada lado del escudo de la bandera estadounidense.; que rodea todo, cerca del borde exterior del sello, que comienza en la parte inferior izquierda, las palabras, “THE GREAT SEAL OF THE STATE OF UTAH” (El Gran Sello del Estado de Utah), con las cifras "1896" en la base.

## Sello del gobernador

El sello del gobernador de Utah

También hay un sello oficial del gobernador de Utah. Tomando prestada la mayor parte del mismo simbolismo del sello estatal, el sello del gobernador incluye unos números romanos en la parte inferior, que representan el número de gobernadores que ha habido desde que el territorio de Utah se conformó en estado, y que cambian con cada nueva administración. Por tanto cada gobernador tiene un sello único y diferenciado de esta forma.

## Simbolismo
| Símbolo                  | Símbolismo                       |
| Águila de cabeza blanca  | Pájaro nacional                  |
| Escudo                   | defensa común                    |
| Industria                | Lema                             |
| Colmena                  | Emblema del estado               |
| 1896                     | Establecimiento del estado.      |
| 1847                     | Llegada de los primeros pioneros |
| Segos                    | Flor estatal                     |
| Banderas estadounidenses | Gobierno nacional                |